# Jennifer Garner
Jennifer Anne Garner (Houston, 17 de abril de 1972) é uma atriz norte-americana. Ficou conhecida ao interpretar Sydney Bristow, na série Alias (2001–2006), pela qual ganhou um Globo de Ouro e quatro indicações ao Emmy Awards. Também ficou conhecida por interpretar Jenna Rink no filme 13 Going on 30 (2004) e pelo papel de Elektra Natchios nos filmes Daredevil (2003), Elektra (2005) e Deadpool & Wolverine (2024).
Ao longo de sua carreira, Garner atuou em diversos filmes como, Cara, Cadê meu Carro? (2000), Pearl Harbor (2001), Prenda-me Se For Capaz (2002), Juno (2007), Minhas Adoráveis Ex-Namoradas (2009), The Invention of Lying (2009),Valentine's Day (2010), Arthur (2011), Butter (2011), The Odd Life of Timothy Green (2012), Men, Women & Children (2014), Alexander and the Terrible, Horrible, No Good, Very Bad Day (2014), Milagres do Paraíso (2016), Com Amor, Simon (2018), A Justiceira (2018) e Dia do Sim (2021).
Além de atuar, Garner é co-fundadora e diretora da marca Once Upon a Farm, uma empresa de alimentos orgânicos para crianças. Em 2018, ela recebeu uma estrela na Calçada da Fama de Hollywood.

## Biografia
Jennifer Anne Garner nasceu em 17 de abril de 1972, em Houston, Texas, mas mudou-se para Charleston, Virgínia Ocidental, aos três anos de idade. Seu pai, William John Garner, recebeu seu diploma de graduação e pós-graduação em engenharia química pela Universidade A&M do Texas e trabalhou como engenheiro químico para a Union Carbide; sua mãe, Patricia Ann English, era dona de casa e mais tarde se tornou professora de inglês em uma faculdade local. Ela tem duas irmãs, Melissa e Susannah. Seu pai era considerado "muito conservador", quando adolescentes, ela e suas irmãs não tinham permissão para usar roupas curtas, maquiagem, pintar as unhas, furar as orelhas ou pintar o cabelo; Sua família também frequentava a Igreja Metodista Unida local todos os domingos, e ela e suas irmãs tinham que participar da escola bíblica nas férias; Ela brincou que a "visão de mundo" de sua família era "praticamente Amish".
Na faculdade, Garner ingressou no curso de engenharia química (como seu pai), mas sua paixão pelo teatro falou mais alto; Em 1990, ela mudou seu curso para teatro. Como estudante universitária, ela fazia teatro independente, onde ajudava a vender ingressos, construir cenários, alugar e limpar os locais. Em 1994, ela se formou como Bacharel em Belas Artes em performance teatral. 

## Carreira

### 1995-2001
Depois de formada, ela mudou-se para Nova York em busca de oportunidades como atriz; Enquanto isso, trabalhou como hostess num restaurante chamado Isabella's e foi babá para diversas famílias que moravam no Upper West Side. Garner fez sua primeira aparição na televisão como filha de Melissa Gilbert na minissérie Zoya. Em 1997, ela apareceu no filme de comédia Mr. Magoo. Em 1998, paticipou da série Felicity, onde conheceu seu futuro marido Scott Foley. Em 1999, conseguiu um papel regular na série dramática da Fox, Time of Your Life, que foi cancelada no meio da primeira temporada.
Em 2000, Garner interpretou a namorada do personagem de Ashton Kutcher na comédia Dude, Where's My Car?. Em 2001, ela teve um papel como enfermeira no filme Pearl Harbor; No mesmo ano, após uma uma bateria de testes, ela foi escalada como Sydney Bristow, a estrela da série de suspense e ação Alias, de J.J. Abrams. A série foi ao ar por cinco temporadas de 2001 a 2006; O salário de Garner começou em US$ 40.000 por episódio e subiu para US$ 150.000 por episódio no final da série. Durante a exibição do programa, Garner ganhou um Globo de Ouro de Melhor Atriz - Série Dramática (de quatro indicações) e o Screen Actors Guild Award de Melhor Atuação de Atriz em Série Dramática (de duas indicações), além de quatro indicações ao Emmy Awards de Melhor Atriz Principal em Série Dramática.

### 2002-2009
Em 2002, Garner foi convidada para aparecer no filme Prenda-me Se For Capaz pelo próprio diretor, Steven Spielberg, que a acompanhava Alias. O primeiro papel de destaque de Garner no cinema foi no filme Demolidor (2003), no qual ela interpretou Elektra Natchios; Ela revelou que foi mais uma personagem que ela conseguiu graças ao seu desempenho em Alias. Embora Demolidor tenha recebido críticas mistas, foi um sucesso de bilheteria. Seu primeiro papel principal no cinema, foi na comédia romântica De Repente 30 (2004), onde ela interpretou Jenna Rink, uma adolescente de treze anos da década de 1980, que no futuro se encontra presa no corpo de uma mulher de trinta anos. O filme recebeu criticas positivas, principalmente pelo carisma de Garner e a química em cena entre ela e Mark Rufallo. O longa foi um sucesso de bilheteria e se tornou um de seus trabalhos mais conhecidos. Em seguida, ela estrelou o drama romântico Catch and Release, que embora tenha sido filmado em 2005, só foi lançado em 2007.
Após uma pausa de um ano depois da conclusão de Alias, seu casamento com Ben Affleck e o nascimento de sua primeira filha, Garner voltou a trabalhar em 2007, no filme Juno, como uma mulher desesperada para adotar uma criança. No mesmo ano, ela interpretou uma investigadora do FBI no thriller de ação The Kingdom; Na época, ela estava amamentando sua bebê durante as filmagens no Arizona e foi hospitalizada em duas ocasiões com insolação. No final de 2007 e início de 2008, Garner interpretou Roxanne de Cyrano de Bergerac, na Broadway; Em preparação para o papel, Garner trabalhou com treinadores vocais e teve aulas de francês. Em 2009, ela estrelou duas comédias românticas, Minhas Adoráveis Ex-Namoradas, retratando a amiga de infância de um famoso fotógrafo mulherengo e The Invention of Lying, interpretando o interesse amoroso do primeiro humano com a habilidade de mentir em um mundo onde as pessoas só podem dizer a verdade.

### 2010-2019
Em 2010, ela atuou na comédia romântica Valentine's Day, como uma professora de ensino fundamental. Em 2011, ela teve um papel coadjuvante como uma noiva vilã e perturbada na comédia Arthur, um remake do filme de 1981 de mesmo nome, estrelado por Russell Brand e Helen Mirren. No mesmo ano, ela produziu e estrelou a comédia satírica Butter, na qual interpretou uma mulher excessivamente competitiva e socialmente ambiciosa participando de uma competição local de escultura de manteiga em uma pequena cidade de Iowa.
Garner interpretou uma mãe pela primeira vez em 2012, no drama The Odd Life of Timothy Green, que segue um garoto pré-adolescente mágico cuja personalidade e ingenuidade têm efeitos profundos nas pessoas de sua cidade. Em 2013, ela se reuniu novamente com Matthew McConaughey no drama biográfico Dallas Buyers Club, retratando o papel de uma médica que tratava pacientes com AIDS no Texas em meados da década de 1980; O filme recebeu aclamação e foi um sucesso de bilheteria. Em 2014, Garner estrelou o drama esportivo Draft Day, como a analista fictícia de teto salarial do Cleveland Browns. No mesmo ano, ela estrelou com Steve Carell, a adaptação da Disney do livro infantil Alexander and the Terrible, Horrible, No Good, Very Bad Day, assumindo o papel da mãe do personagem-título. Seu outro papel no cinema em 2014, foi o de uma mãe protetora na comédia dramática Men, Women & Children.
Em 2015, ela atuou ao lado de Al Pacino e Bobby Cannavale em Danny Collins, drama inspirado na história real do cantor folk Steve Tilston. Em 2016, Garner estrelou o drama cristão Milagres do Paraíso, interpretando a mãe de uma garota que teve uma experiência de quase morte e mais tarde foi curada de uma doença incurável. Em 2018, ela atuou no filme Com Amor, Simon, interpretando novamente a mãe do personagem-título. Ela também estrelou o filme de ação e vingança A Justiceira, que foi lançado em 7 de setembro. Em agosto de 2018, ela recebeu uma estrela na Calçada da Fama de Hollywood. Também em 2018, ela teve um papel principal na série de comédia da HBO Camping.

### 2020-presente
Em 2020, Garner atuou na minissérie de comédia Home Movie: The Princess Bride, uma recriação "feita por fãs" do filme de 1987 de mesmo nome, produzido em isolamento social durante a pandemia de COVID-19; Filmado de forma deliberadamente "faça você mesmo", foi criado para arrecadar dinheiro para a World Central Kitchen. Ela também produziu e estrelou o filme de comédia familiar da Netflix, Dia do Sim, lançado em março de 2021. Em 2022, Garner estrelou o filme de ação e ficção científica The Adam Project, que a reuniu com seu colega de De Repente 30, Mark Ruffalo. No mesmo ano, ela fez uma participação especial em um episódio da série de comédia de ficção científica Upload, da Amazon Prime Video.
Em 2023, ela apareceu como regular no revival da sitcom Party Down da Starz. Também naquele ano, Garner foi a produtora executiva e estrelou como Hannah Hall na série limitada de drama e mistério da Apple TV+ The Last Thing He Told Me. Garner estrelou como Jess Walker no filme de comédia familiar Family Switch, que foi lançado na Netflix em novembro de 2023. 
Em 2024, ela reprisou seu papel como Elektra Natchios no filme de super-heróis do Universo Cinematográfico Marvel Deadpool & Wolverine.

## Vida Pessoal

### Relacionamentos
Garner conheceu seu primeiro marido, Scott Foley, no set de Felicity em 1998; Eles se casaram em uma cerimônia em 19 de outubro de 2000. O casal se separou em março de 2003 e os papéis do divórcio foram assinados em março de 2004. Ela também namorou seu colega de Alias, Michael Vartan em 2003.
Ela começou a namorar Ben Affleck em meados de 2004, tendo estabelecido uma amizade nos sets de Pearl Harbor (2001) e Demolidor (2003). Eles se casaram em 29 de junho de 2005, em uma cerimônia secreta nas Ilhas Turcas e Caicos. O casal tem três filhos: Duas filhas, Violet Anne Affleck (nascida em 1 de dezembro de 2005) e Seraphina Rose Elizabeth Affleck (nascida em 6 de janeiro de 2009), e um filho, Samuel Garner Affleck (nascido em 27 de fevereiro de 2012). Em 2015, o casal anunciou que estavam se divorciando, e entrou com documentos legais em abril de 2017, buscando a custódia física e legal conjunta de seus filhos. O divórcio foi finalizado em outubro de 2018. Garner apoiou as lutas de Affleck contra o alcoolismo durante e após o casamento.
Ela namorou o empresário John C. Miller de 2018 ao início de 2020; Depois de se separarem por um ano, retomaram o relacionamento em 2021.

### Politica
Ganer é democrata e politicamente engajada. Em 2002, Garner filmou um anúncio de televisão de 30 segundos para seu amigo de infância Corey Palumbo, que estava concorrendo como candidato democrata à Câmara dos Delegados da Virgínia Ocidental. Em 2006, ela discursou em um comício em apoio ao candidato democrata ao Congresso Jerry McNerney em Pleasanton, Califórnia. Em 2008, ela organizou dois eventos de arrecadação de fundos para o Barack Obama durante as primárias democratas de 2008. Em 2014, Garner doou US$ 25.000 para a campanha da política democrata Wendy Davis. Durante a campanha presidencial de 2016, Garner organizou um evento de arrecadação de fundos em apoio a Hillary Clinton. Garner também compareceu a eventos de registro de eleitores em apoio a Clinton em Reno, Nevada.

### Religião
Embora Garner tenha parado de frequentar a igreja regularmente depois de se mudar para Los Angeles,  cada um de seus três filhos foi batizado como membro da Igreja Metodista em sua cidade natal, Charleston, Virgínia Ocidental.  Em 2015, ela e sua família começaram a frequentar cultos semanais da Igreja Metodista em Los Angeles.

### Perseguição
Garner foi perseguida por Steven Burky de 2002 a 2003, e novamente de 2008 a 2009. Garner, seu então marido Affleck, e sua filha Violet obtiveram uma ordem de restrição em 2008. Burky foi preso em dezembro de 2009 do lado de fora da pré-escola que Violet frequentava. Ele recebeu duas acusações de perseguição, às quais se declarou inocente por motivo de insanidade. Em março de 2010, ele foi considerado mentalmente perigoso e enviado para o hospital psiquiátrico estadual da Califórnia, sendo ordenado a ficar longe da família Garner-Affleck por 10 anos se fosse libertado.

## Filmografia

### Filmes
| Ano  | Titulo                                                      | Personagem              | Notas            |
| ---- | ----------------------------------------------------------- | ----------------------- | ---------------- |
| 1996 | Harvest of Fire                                             | Sarah Troyer            | Telefilme        |
| 1996 | The Player                                                  | Celia Levison           | Telefilme        |
| 1997 | Rose Hill                                                   | Mary Rose Clayborne     | Telefilme        |
| 1997 | Washington Square                                           | Marian Almond           |                  |
| 1997 | Deconstructing Harry                                        | Mulher no elevador      |                  |
| 1997 | Mr. Magoo                                                   | Stacey Sampanahoditra   |                  |
| 2000 | Dude, Where's My Car?                                       | Wanda                   | [ 68 ]           |
| 2001 | Stealing Time                                               | Kiley Bradshaw          |                  |
| 2001 | Pearl Harbor                                                | Enfermeira Sandra       |                  |
| 2002 | Catch Me If You Can                                         | Cheryl Ann              |                  |
| 2003 | Daredevil                                                   | Elektra Natchios        |                  |
| 2004 | 13 Going on 30                                              | Jenna Rink              |                  |
| 2005 | Elektra                                                     | Elektra Natchios        |                  |
| 2006 | Catch and Release                                           | Gray Wheeler            |                  |
| 2007 | The Kingdom                                                 | Janet Mayes             |                  |
| 2007 | Juno                                                        | Vanessa Loring          |                  |
| 2009 | Ghosts of Girlfriends Past                                  | Jenny Perotti           |                  |
| 2009 | The Invention of Lying                                      | Anna McDoogles          |                  |
| 2010 | Valentine's Day                                             | Julia Fitzpatrick       |                  |
| 2011 | Arthur                                                      | Susan Johnson           |                  |
| 2011 | Butter                                                      | Laura Pickler           | Também produtora |
| 2012 | The Odd Life of Timothy Green                               | Cindy Green             | [ 70 ]           |
| 2013 | Dallas Buyers Club                                          | Dr. Eve Saks            | [ 71 ]           |
| 2014 | Draft Day                                                   | Ali Parker              |                  |
| 2014 | Men, Women & Children                                       | Patricia Beltmeyer      |                  |
| 2014 | Alexander and the Terrible, Horrible, No Good, Very Bad Day | Kelly Cooper            |                  |
| 2015 | Danny Collins                                               | Samantha Leigh Donnelly |                  |
| 2016 | Miracles from Heaven                                        | Christy Beam            |                  |
| 2016 | Mother's Day                                                | Dana Barton             | Participação     |
| 2016 | Nine Lives                                                  | Lara Brand              | [ 73 ]           |
| 2016 | Wakefield                                                   | Diana Wakefield         | [ 74 ]           |
| 2017 | A Happening of Monumental Proportions                       | Nadine                  | [ 75 ]           |
| 2017 | The Tribes of Palos Verdes                                  | Sandy Mason             | [ 76 ]           |
| 2018 | Love, Simon                                                 | Emily Spier             |                  |
| 2018 | Peppermint                                                  | Riley North             |                  |
| 2019 | Wonder Park                                                 | Sra. Bailey (voz)       |                  |
| 2021 | Yes Day                                                     | Allison Torres          | Também produtora |
| 2022 | The Adam Project                                            | Ellie Reed              |                  |
| 2023 | Family Switch                                               | Jess Walker             | Também produtora |
| 2024 | Deadpool & Wolverine                                        | Elektra Natchios        |                  |
| 2024 | The Battle for Brandon                                      | Narradora               | Documentário     |

### Televisão
| Year      | Titulo                             | Personagem                             | Notas |
| --------- | ---------------------------------- | -------------------------------------- | --- |
| 1995      | Zoya                               | Sasha                                  | Minissérie                                                                                                |
| 1996      | Dead Man's Walk                    | Clara Forsythe                         | Minissérie                                                                                                |
| 1996      | Swift Justice                      | Allison                                | Episódio: "No Holds Barred"                                                                               |
| 1996      | Law & Order                        | Jaime                                  | Episódio: "Aftershock"                                                                                    |
| 1996      | Spin City                          | Becky                                  | Episódio: "The Competition"                                                                               |
| 1998      | Significant Others                 | Nell Glennon                           | Elenco recorrente (6 episodes)                                                                            |
| 1998      | Fantasy Island                     | Sally                                  | Episódio: "Dreams"                                                                                        |
| 1998–2002 | Felicity                           | Hannah Bibb                            | 3 episódios                                                                                               |
| 1999      | Aftershock: Earthquake in New York | Diane Agostini                         | Minissérie                                                                                                |
| 1999      | The Pretender                      | Billie Vaughn                          | Episódio: "Pool"                                                                                          |
| 1999–2000 | Time of Your Life                  | Romy Sullivan                          | Elenco recorrente (19 episódios)                                                                          |
| 2001–2006 | Alias                              | Sydney Bristow                         | Protagonista (105 episódios); Também produtora (17 episódios); Também diretora (Episódio: "In Dreams...") |
| 2003      | The Simpsons                       | Ela mesma (Voz)                        | Episódio: "Treehouse of Horror XIV"                                                                       |
| 2003–2013 | Saturday Night Live                | Ela mesma                              | 2 episódios                                                                                               |
| 2011      | A Poem Is...                       | Narradora                              | 2 episódios                                                                                               |
| 2013      | Martha Speaks                      | Jennifer (Voz)                         | Episódio: "Too Many Marthas"                                                                              |
| 2018–2019 | Llama Llama                        | Mama Llama (Voz)                       | Elenco recorrente (25 episódios)                                                                          |
| 2018      | Camping                            | Kathryn McSorley-Jodell                | Protagonista (8 episódios)                                                                                |
| 2020      | Home Movie: The Princess Bride     | Princesa Buttercup / The Ancient Booer | Episódio: "Chapter Seven: The Pit of Despair"                                                             |
| 2020      | Make It Work!                      | Ela mesma                              | Especial de televisão                                                                                     |
| 2022      | Upload                             | Policial Jennifer Garner               | Episódio: "Download"                                                                                      |
| 2023      | Party Down                         | Evie Adler                             | Elenco recorrente (6 episódios)                                                                           |
| 2023      | The Last Thing He Told Me          | Hannah Hall                            | Protagonista; Minissérie; Também produtora executiva                                                      |

## Teatro
| Ano  | Titulo                  | Personagem | Teatro                   | Notas            |
| ---- | ----------------------- | ---------- | ------------------------ | ---------------- |
| 2007 | Cyrano de Bergerac      | Roxane     | Richard Rodgers Theatre  |                  |
| 2024 | Gutenberg! The Musical! | Produtora  | James Earl Jones Theatre | Apenas uma noite |

## Prêmios e Indicações

#### Emmy Awards

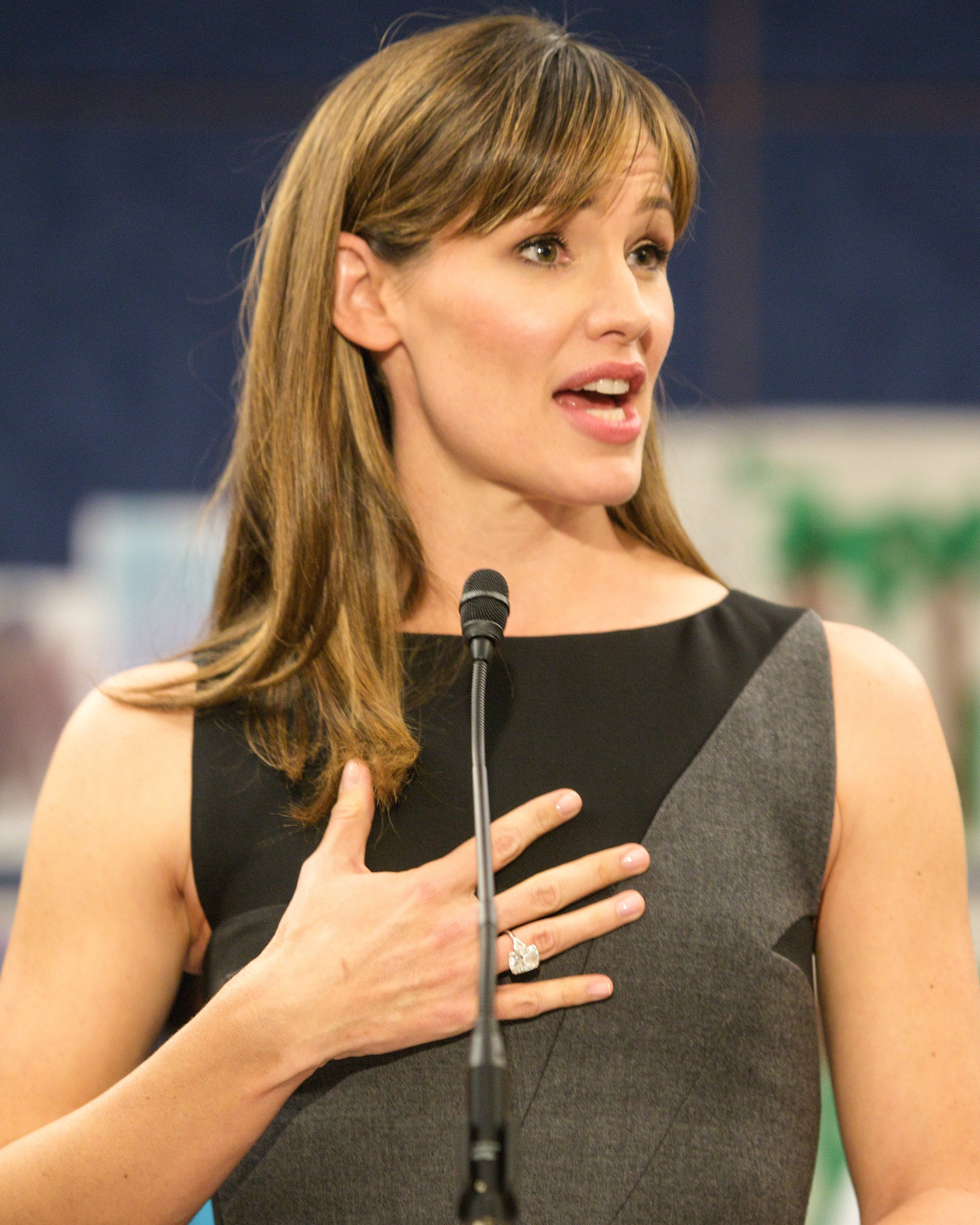
Garner em novembro de 2013.

| Ano  | Categoria                       | Trabalho | Resultado | Ref.   |
| ---- | ------------------------------- | -------- | --------- | ------ |
| 2002 | Melhor Atriz em Série Dramática | Alias    | Indicado  | [ 18 ] |
| 2003 | Melhor Atriz em Série Dramática | Alias    | Indicado  | [ 18 ] |
| 2004 | Melhor Atriz em Série Dramática | Alias    | Indicado  | [ 18 ] |
| 2005 | Melhor Atriz em Série Dramática | Alias    | Indicado  | [ 18 ] |

#### Globo de Ouro
| Ano  | Categoria                       | Trabalho | Resultado | Ref.   |
| ---- | ------------------------------- | -------- | --------- | ------ |
| 2002 | Melhor Atriz em Série Dramática | Alias    | Venceu    | [ 17 ] |
| 2003 | Melhor Atriz em Série Dramática | Alias    | Indicado  | [ 17 ] |
| 2004 | Melhor Atriz em Série Dramática | Alias    | Indicado  | [ 17 ] |
| 2005 | Melhor Atriz em Série Dramática | Alias    | Indicado  | [ 17 ] |

#### Screen Actors Guild Awards
| Ano  | Categoria                       | Trabalho           | Resultado | Ref.   |
| ---- | ------------------------------- | ------------------ | --------- | ------ |
| 2004 | Melhor Atriz em Série Dramática | Alias              | Indicado  |        |
| 2005 | Melhor Atriz em Série Dramática | Alias              | Venceu    | [ 87 ] |
| 2014 | Melhor Elenco em Cinema         | Dallas Buyers Club | Indicado  |        |

Satellite Awards
| Ano  | Categoria                                   | Trabalho | Resultado | Ref. |
| ---- | ------------------------------------------- | -------- | --------- | ---- |
| 2003 | Melhor Atriz de Drama em Série de Televisão | Alias    | Indicado  |      |
| 2004 | Melhor Atriz de Drama em Série de Televisão | Alias    | Indicado  |      |
| 2005 | Melhor Atriz de Drama em Série de Televisão | Alias    | Indicado  |      |

Saturn Awards
| Ano  | Categoria                 | Trabalho | Resultado | Ref. |
| ---- | ------------------------- | -------- | --------- | ---- |
| 2003 | Melhor Atriz de Televisão | Alias    | Venceu    |      |
| 2004 | Melhor Atriz de Televisão | Alias    | Indicado  |      |
| 2005 | Melhor Atriz de Televisão | Alias    | Indicado  |      |
| 2006 | Melhor Atriz de Televisão | Alias    | Indicado  |      |

Critics' Choice Movie Awards
| Ano  | Categoria     | Trabalho | Resultado | Ref. |
| ---- | ------------- | -------- | --------- | ---- |
| 2008 | Melhor Elenco | Juno     | Indicado  |      |

MTV Movie & TV Awards
| Ano  | Categoria                                     | Trabalho       | Resultado | Ref.   |
| ---- | --------------------------------------------- | -------------- | --------- | ------ |
| 2003 | Melhor Revelação Feminina                     | Demolidor      | Venceu    | [ 88 ] |
| 2003 | Melhor Beijo (com Ben Affleck)                | Demolidor      | Indicado  | [ 89 ] |
| 2005 | Melhor Performance Musical (com Mark Ruffalo) | 13 Going on 30 | Indicado  |        |
| 2005 | Melhor Beijo (com Natassia Malthe)            | Elektra        | Indicado  |        |

People's Choice Awards
| Ano  | Categoria                       | Trabalho         | Resultado | Ref.   |
| ---- | ------------------------------- | ---------------- | --------- | ------ |
| 2005 | Cabelo Favorito                 | -                | Venceu    | [ 90 ] |
| 2005 | Atriz Principal Favorita        | 13 Going on 30   | Indicado  | [ 90 ] |
| 2005 | Atriz TV Favorita               | Alias            | Indicado  | [ 90 ] |
| 2006 | Atriz de Filme de Ação Favorita | Elektra          | Venceu    | [ 91 ] |
| 2006 | Cabelo Favorito                 | -                | Indicado  | [ 92 ] |
| 2006 | Atriz TV Favorita               | Alias            | Venceu    | [ 92 ] |
| 2022 | Estrela de Filme Favorita       | The Adam Project | Indicado  | [ 93 ] |
| 2022 | Estrela de Comédia Favorita     | The Adam Project | Indicado  | [ 93 ] |

Nickelodeon Kids' Choice Awards
| Ano  | Categoria               | Trabalho                                                    | Resultado | Ref.   |
| ---- | ----------------------- | ----------------------------------------------------------- | --------- | ------ |
| 2015 | Atriz de Filme Favorita | Alexander and the Terrible, Horrible, No Good, Very Bad Day | Indicado  |        |
| 2024 | Atriz de Filme Favorita | Family Switch                                               | Indicado  | [ 94 ] |